# Sompujärvi
Sompujärvi är en sjö i Finland. Den ligger i kommunen Keminmaa i landskapet Lappland, i den norra delen av landet, 600 km norr om huvudstaden Helsingfors. Sompujärvi ligger 78 meter över havet. Arean är 20 hektar och strandlinjen är 1,95 kilometer lång. Sjön  ingår i Kemi älvs huvudavrinningsområde. 